# Anelhe
Anelhe é uma povoação portuguesa do Município de Chaves sede da Freguesia de Anelhe, freguesia com 12,49 km² de área e 444 habitantes (censo de 2021) tendo, por isso, uma densidade populacional de 35,5 hab./km².
A Freguesia de Anelhe é composta pelas povoações de Anelhe, Rebordondo e Souto Velho.

## História
Anelhe foi anexa da freguesia de Moreiras. Fez parte do concelho (atual município) de Boticas, passando a integrar o de Chaves em 24 de outubro de 1851.

## Demografia
A população registada nos censos foi:
| Distribuição da População por Grupos Etários | Distribuição da População por Grupos Etários | Distribuição da População por Grupos Etários | Distribuição da População por Grupos Etários | Distribuição da População por Grupos Etários |
| -------------------------------------------- | -------------------------------------------- | -------------------------------------------- | -------------------------------------------- | -------------------------------------------- |
| Ano                                          | 0-14 Anos                                    | 15-24 Anos                                   | 25-64 Anos                                   | > 65 Anos                                    |
| 2001                                         | 98                                           | 89                                           | 252                                          | 99                                           |
| 2011                                         | 82                                           | 51                                           | 237                                          | 106                                          |
| 2021                                         | 44                                           | 54                                           | 227                                          | 119                                          |

## Locais de Interesse
- Lagares esculpidos na pedra (na Costa de Anelhe)
- Solar dos Braganças (Rebordondo)
- Fonte de mergulho (Anelhe)
- Castro (destruído, observável pelo relevo)

## Proximidade
- Rio Tâmega
- Nascentes das Águas Termais de Vidago

## Personalidades de Anelhe
- Fernão Gralho (Souto-Velho)
- Cândido Fiel
- Padre Fontoura
- Padre José Pires (Souto-Velho)
- Comendador Brenha da Fontoura
- João Rodrigues Vieira
- Manuel João Vieira

## Lendas
- Lenda dos Gralhos (Fernão Gralho e Maria Mantela)